# Rue des Éperonniers

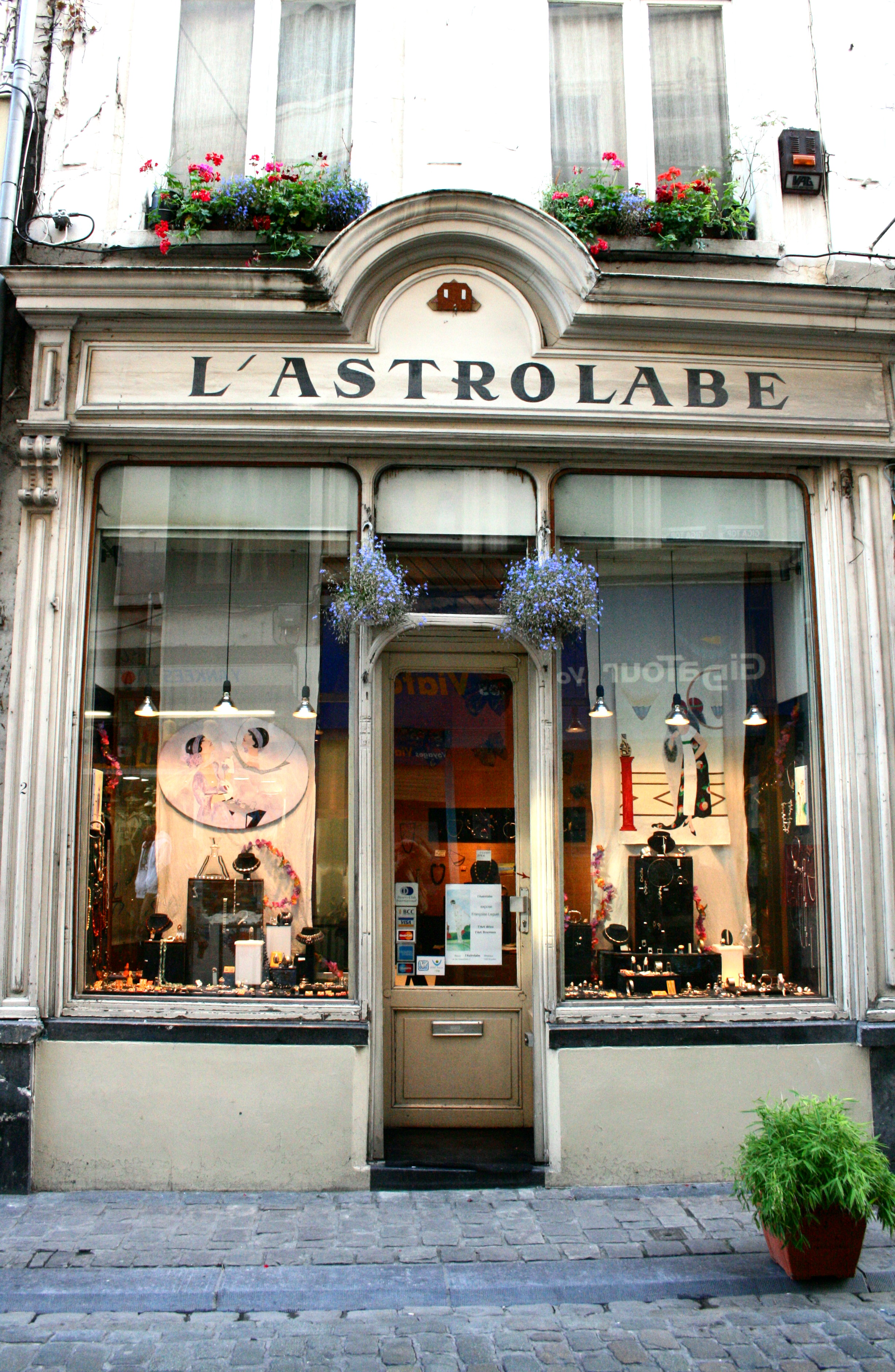
Rue des Éperonniers 2

La rue des Éperonniers en francés, Spoormakersstraat en neerlandés, (Calle de espoloneros) es una arteria de Bruselas que va desde la rue Marché aux Herbes a la place Saint-Jean y la rue de la Violette. Llamada en la Edad Media «Forciers-straet» (calle de arqueros), tiene varias tiendas y en el número 52 está el café «De De Dolle Mol», okupado por el cineasta anarquista Jan Bucquoy en 2006 .

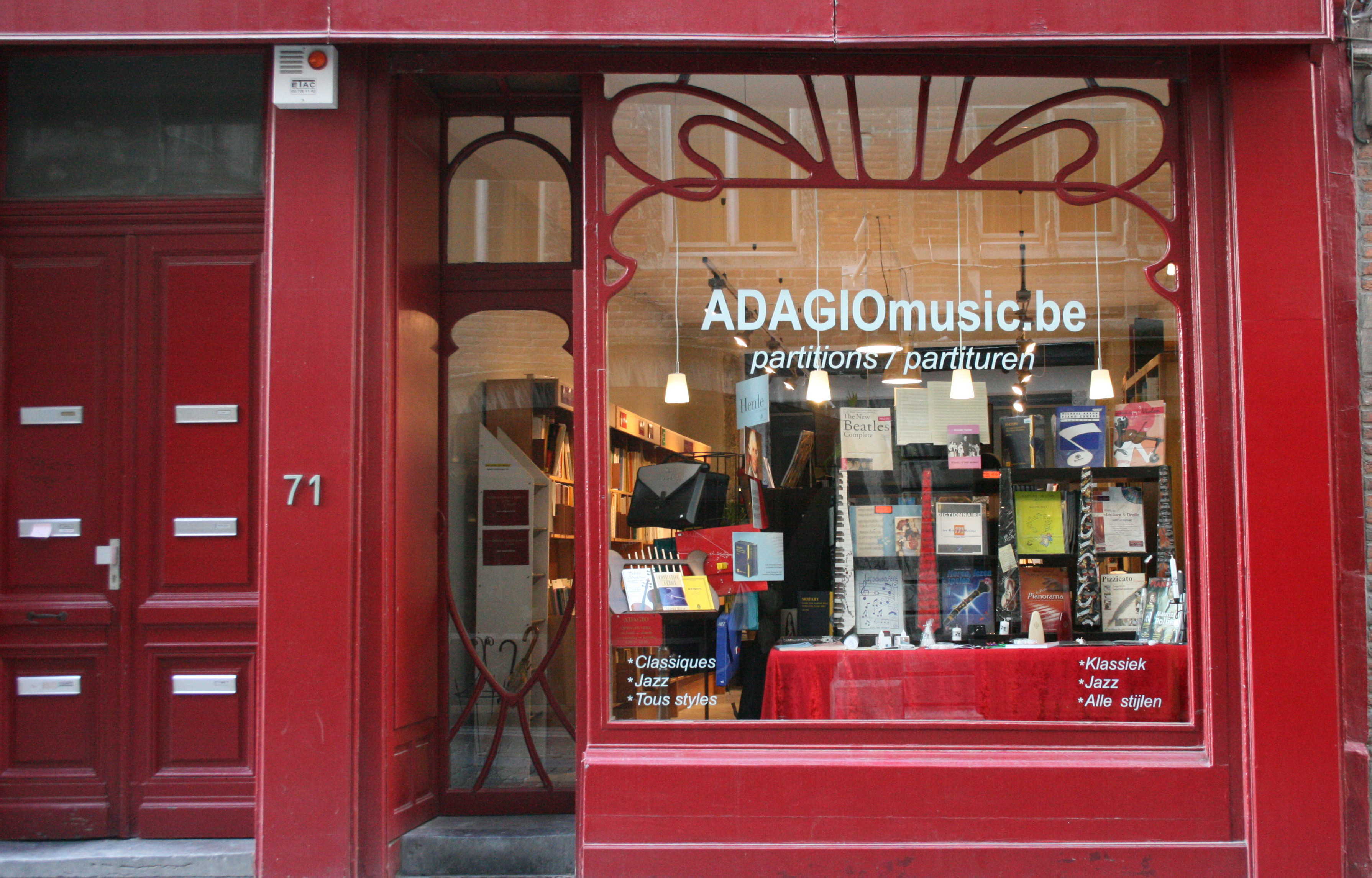
Rue des Éperonniers 71